# Une histoire de fou (film)
Pour plus de détails, voir Fiche technique et Distribution.
Une histoire de fou est un film français réalisé par Robert Guédiguian, sorti en 2015. Il est tiré du livre de José Antonio Gurriarán, La Bombe.

## Synopsis
Le film traite des conséquences du génocide arménien, d'abord avec l'Opération Némésis des années 1920, notamment l'assassinat de Talaat Pacha en Allemagne, ensuite avec le terrorisme des années 1972-1986 (Armée secrète arménienne de libération de l'Arménie ou Commandos des justiciers du génocide arménien), principalement à partir du Liban.
Aram, un jeune homme d'origine arménienne, veut mettre fin aux soixante ans d'action ou d'inaction non-violente de la communauté arménienne, et particulièrement de sa famille. L'organisation à laquelle il appartient, à Marseille, le forme à réaliser un premier attentat à Paris contre l'ambassadeur de Turquie. Dans cette attaque meurtrière, un cycliste français est gravement blessé. Cette victime collatérale va l'obséder durablement.
Puis Aram part pour Beyrouth et s'engage dans un groupe armé, dont les objectifs sont de faire reconnaître le génocide arménien par des attentats contre les intérêts turcs, avec victimes civiles innocentes, dont l'attentat de l'aéroport d'Orly (1983). Il rencontre l'amour avec une jeune terroriste du même groupe. Mais il commence à douter de l'efficacité de cette violence aveugle.
Le film est inspiré de l'histoire de José Antonio Gurriarán, journaliste espagnol, accidentellement blessé au cours d'un attentat à Madrid commis par l'ASALA en 1981 dans la nuit du 29 décembre 1980. Après cette attaque, il rencontre et interroge le chef de l'ASALA au Liban, et relate son histoire dans un livre autobiographique intitulé La Bombe, publié en 1982.

## Fiche technique
- Titre français : Une histoire de fou
- Titre international : Don't Tell Me the Boy was Mad
- Réalisation : Robert Guédiguian
- Scénario : Robert Guédiguian et Gilles Taurand
- Photographie : Pierre Milon - Ratio 1,85:1 - noir et blanc et couleur
- Son : Stéréo
- Montage : Bernard Sasia
- Musique : Alexandre Desplat
- Supervision musicale : Pascal Mayer et Steve Bouyer pour le compte de NOODLES
- Casting : Sarah Teper
- Décors : David Vinez et Michel Vandestien
- Cascades : Rémi Canaple
- Matériels de tournage : Groupe TSF
- Producteurs : Robert Guédiguian et Marc Bordure
- Coproducteurs : Sabine Sidawi-Hamdan, Hubert Caillard et Arnaud Bertrand
- Sociétés de production : Agat Films, Canal+, France Télévisions, Ciné+, France 3 Cinéma, Alvy Productions, La Banque postale Image 7, Indéfilms 3 et SofiTVciné 2
- Soutien à la production : régions Île-de-France et PACA, Centre national du cinéma arménien et le CNC
- Production exécutive au Liban : Orjouane Productions
- Sociétés de distribution : Diaphana (France - 85 633 entrées), Falcon Films ( Liban) et Filmcoopi Zurich ( Suisse - 2 557 entrées)[5]
- Ventes internationales : MK2
- Pays d'origine :  France
- Langues : allemand, arménien et français
- Genre : drame, historique
- Durée : 134 minutes
- Budget : 6.42M€[6]
- Date de sortie :
  -  France : 20 mai 2015 (Festival de Cannes) ; 11 novembre 2015 (sortie nationale)
- Visa d'exploitation n° 132231

## Distribution
- Ariane Ascaride : Anouch
- Syrus Shahidi : Aram, le fils d'Anouch et Hovhannes
- Grégoire Leprince-Ringuet : Gilles
- Simon Abkarian : Hovhannes, le mari d'Anouch, épicier
- Robinson Stévenin : Soghomon Tehlirian
- Razane Jammal : Anahit, l'amie combattante de Aram
- Rodney El Haddad : Vrej, le chef du commando
- Lola Naymark : Valérie, la petite amie de Gilles
- Amir El Kacem : Vahé, l'ami d'Aram
- Siro Fazlian : Arsinée Sarkissian, la mère d'Anouch
- Serge Avédikian : Armenak
- Jürgen Zwingel : le président du tribunal berlinois
- Jurgen Genuit : le docteur Lepsius
- Wolfgang Pissors : l'avocat Werthauer
- Gerald Papasian : le leader arménien
- Hrayr Kalemkerian : Haig
- Alain Lenglet : le père de Gilles
- Sylvie Degryse : la mère de Gilles
- Yann Trégouët : le policier de la DST
- Pierre Banderet : l'envoyé du ministre
- Patrick Bonnel : l'Arménien marseillais
- Adrien Jolivet : le journaliste français à Berlin
- Paulo Dos Santos : l'ambassadeur turc
- Maria Pitarresi : Gayane
- Christophe Demerdjian : Simon
- Francis Boulme : Talaat Pacha
- Christian Benedetti : le beau-père
- Catherine Fourty : la belle-mère
- Jeremias Nussbaum : journaliste allemand
- Matthias-Leonhard Lang : le président des jurés
- Sarkis Atechian : Arménien 1
- Armen Catanasian : Arménien 2
- Ghassan Salhab : Barsam
- Omar Mikati : Narguiz
- Sarkis Donikian : Prêtre
- Bertrand Lacy : Chirurgien
- Corinne Debeaux : la cliente
- Pauline Leprince-Ringuet : jeune Arménienne
- Rosy Kuftedjian : combattante arménienne
- Étienne Seukunian : combattant arménien
- Mathieu Naert : avocat adjoint

## Distinction
- Trophées francophones du cinéma 2016 : Trophée francophone du second rôle masculin pour Simon Abkarian

## Autour du film
- Le titre anglais du film, Don't Tell Me the Boy was Mad, est la traduction des paroles de la chanson Il jouait du piano debout interprétée par France Gall en 1980 (« ne dites pas que ce garçon était fou »). Cette chanson est entendue dans le film lorsque Gilles (incarné par Grégoire Leprince-Ringuet), le passant à vélo est blessé par l'attentat contre l'ambassade de Turquie à Paris (victime collatérale).
- Lieux de tournage : Liban (Beyrouth)[7], Arménie, France (Marseille[8], Paris[9]).